# Wandering Papas
Wandering Papas è un cortometraggio muto del 1926 interpretato dal comico Clyde Cook, diretto da Stan Laurel e prodotto da Hal Roach per la Pathé Comedy.
È uno dei pochi film in cui Laurel dirige Hardy, ma si noti che a quel tempo i due comici si conoscevano appena. Solo qualche anno più tardi i due attori daranno alla luce la mitica coppia di Stanlio e Ollio.
Il film fu distribuito il 21 febbraio 1926.

## Trama
Nei pressi di una valle sotto una grande montagna, sorge un'officina, vicino alla casa di un eremita, la cui figlia Susie è innamorata di un ingegnere del cantiere di nome "Cipolla".
Intanto è ora di pranzo e tutti si affrettano nella mensa per prendere posto e aspettare le pietanze "un po' speciali" di un cuoco pasticcione (Cook).
Clyde si rende conto di non avere il necessario per sfamare tutti gli operai, quindi di nascosto esce per andare a caccia di conigli e pesci.
Tra un guaio e l'altro (una violenta contesa con una grande trota e lo spiacevole incontro con una puzzola scambiata per una lepre), Clyde si fa coraggio e rientra nell'officina.
Intanto Susie si sta incontrando con l'ingegnare capo della fabbrica per progettare una fuga.
Ormai scoraggiato Clyde decide di gettare la spugna e dichiara agli affamati che non è riuscito a procurarsi la selvaggina, ma promette di preparare una buona colazione il mattino seguente.
Il giorno dopo, mentre Clyde non guarda, l'eremita che è entrato di nascosto in cucina sabota i preparativi mescolando agli ingredienti della polvere da sparo.
Quando le frittelle vengono servite, mentre tutti le stanno tagliando, la quiete della sala si trasforma in un grande fragore, ma il botto più grande avviene quando il capo degli operai (Hardy)
taglia il suo mucchio.
La comitiva si trasforma in una vera e propria caccia all'uomo|
Nel frattempo l'eremita trova sulla tavola una lettera scritta da sua figlia che dichiara la sua fuga con l'ingegnere capo; così per cercarla mette in moto un treno, dove si sono nascosti anche Clyde e i due amanti, che riescono a saltare giù appena in tempo.
Ma il treno non è manovrabile e i due passano brutti momenti sulle rotaie, fino a che il convoglio non rimane bloccato alla fine delle rotaie che sono interrotte proprio alla fine del monte verso un enorme precipizio.
Clyde riesce a uscire dal treno e ad arrampicarsi su una sporgenza, ma alla vista di un orso si butta subito in fiume insieme all'altro.